# Liparis purpureoviridis
Liparis purpureoviridis là một loài thực vật có hoa trong họ Lan. Loài này được Burkill & Holttum mô tả khoa học đầu tiên năm 1923.